# Берснев, Валерий Павлович

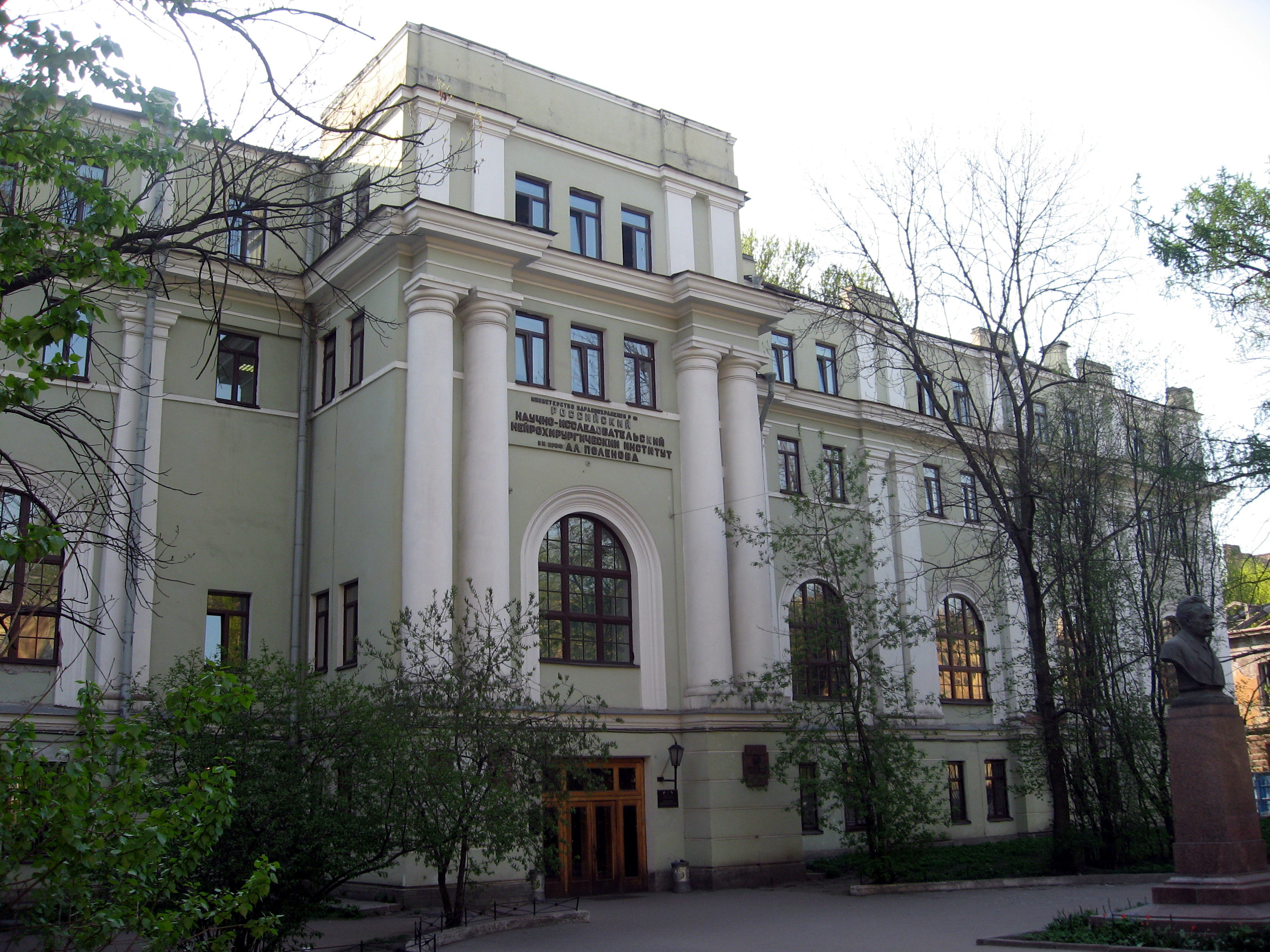
Российский научно-исследовательский нейрохирургический институт имени профессора А. Л. Поленова

Национальная портретная галерея авторов научных открытий, Санкт-Петербург, Российская национальная библиотека, наб. реки Фонтанки, д. 36

Берснев Валерий Павлович (1 января 1939 года) — нейрохирург, доктор медицинских наук (1987), профессор, академик РАЕН (1995). Заслуженный деятель науки Российской Федерации (1995).

## Биография
Валерий Павлович Берснев родился 1 января 1939 г. в п. Улёты Читинской области. Окончил 1-й Ленинградский медицинский институт им. академика И. П. Павлова (1965); клиническую ординатуру 1 ЛМИ и аспирантуру в ЛНХИ им. проф. А. Л. Поленова. Кандидат медицинских наук (1970). Доктор медицинских наук (1987). В 1970 году защитил кандидатскую диссертацию на тему: «О применении ритмических раздражений в диагностике повреждений нервов». В 1987 году — диссертацию на соискание степени доктора медицинских наук на тему: «Диагностика и хирургическое лечение повреждений нервов». Профессор. Академик Евро-Азиатской академии наук, Российской и Европейской академий естественных наук, Международной академии авторов научных открытий и изобретений. Работал младшим научным сотрудником ЛНХИ им. проф. А. Л. Поленова (1970—1976). Ассистент, доцент, профессор и заведующий кафедрой «Нейрохирургии» Санкт-Петербургской медицинской академии последипломного образования (с 1976 г.).
Директор Российского научно-исследовательского нейрохирургического института им. проф. А. Л. Поленова (1987—2009). На протяжении 20 лет принимает участие в организации усовершенствования нейрохирургической службы России как директор единственного института при Минздраве РФ.
Большая часть нейрохирургов России получили базовое образование и усовершенствование в институте на кафедре усовершенствования, им руководимой. Ученый с мировым именем, внесшим большой вклад в науку по многим проблемам нейрохирургии. Им предложены оригинальный доступ к опухолям задней черепной ямки; фильтр в дренажной системе для предупреждения метастазирования злокачественных опухолей головного мозга; принципиально новая система интраоперационной диагностики повреждения нервов, микрохирургические способы дифференцированного сшивания нервных стволов; система комплексного лечения больных ДЦП с эпилептическим синдромом и психомнестическими нарушениями. Под его руководством и непосредственном участии разработан и продолжает совершенствоваться комплекс хирургического лечения гидроцефалии у детей, в том числе атипичных форм гидроцефалии различной этнологии. Ряд его работ посвящен различным вопросам онкологии: микрохирургии опухолей кохлеовестибулярного нерва, опухолей зрительного бугра, желудочков мозга. Им разработана система диагностики и уточнения показании к операции при повреждении ствола плечевого сплетения и их ветвей. Автор около 50 изобретений, защищенных авторскими свидетельствами и патентами. Опубликовал более 700 работ.
Председатель специализированного совета по защите докторских диссертации. 17 лет является главным нейрохирургом Санкт-Петербурга. Вице-президент Ассоциации нейрохирургов России. Президент (избирался более 10 раз) Ассоциации нейрохирургов Санкт-Петербурга. Член Всемирной и Европейской Ассоциации нейрохирургов. Член редакционного совета журнала «Вопросы нейрохирургии», Заслуженный деятель науки и техники РФ. Под его руководством институт отмечен премиями «Профессия жизнь» (2006) и «Российский национальный олимп» (2005).

## Труды
Берснев В.П. является автором более 700 научных трудов, в том числе 25 монографий и учебников по медицине. Им получено 47 авторских свидетельств на изобретение и  4 открытия. 
Автор книг «Краниофарингиома у детей (2006 г.),  «Опухоли мозжечка и IV желудочка у детей(2004 г.), «Хирургия позвоночника, спинного мозга и периферических нервов (2002 г.), Опухоли III желудочка головного мозга (2007 г.), Многоочаговая эпилепсия (2008 г.), Практическое руководство по хирургии нервов в 2-х т. (2009 г.).
- Страницы истории нейрохирургии России и Российского нейрохирургического института им. А. Л. Поленова / Под ред. проф. В. П. Берснева и д.м.н. Кондакова. — СПб.: изд. РНХИ им. А. Л. Поленова, 1996. — 432 с.
- Практическое руководство по хирургии нервов / Извекова Татьяна Олеговна, Берснев Валерий Павлович / В. П. Берснев, Т. О. Извекова. — 2017. — 552 с.
- Очерк деятельности специализированного совета Российского научно-исследовательского нейрохирургического института им. А. Л. Поленова: [За 15 лет, 1977—1987, 1989—1994] / В. П. Берснев, К. Г. Таюшев, Е. Н. Кондаков. — СПб.: РНХИ, 1994. — 134,[3] с.; 21 см; ISBN 5-900356-24-8
- Алгоритм лечения дегенеративно-дистрофических заболеваний поясничного отдела позвоночника [Текст]: учебное пособие / В. П. Берснев, В. М. Драгун, В. Н. Мусихин, С. Ю. Микаилов. — Санкт-Петербург: Изд-во СЗГМУ им. И. И. Мечникова, 2017. — 63 с.
- Практическое руководство по хирургии нервов: [монография]: в 2 т. / В. П. Берснев, Г. С. Кокин, Т. О. Извекова; под ред. В. П. Берснева; М-во здравоохранения и социального развития РФ, Российский науч.-исслед. нейрохирургический ин-т им. проф. А. Л. Поленова [и др.]. — Санкт-Петербург: РНХИ им. А. Л. Поленова, 2009.
- Хирургия опухолей третьего желудочка головного мозга у детей: [монография] / В. П. Берснев [и др.]; под ред. В. П. Берснева; Минздравсоцразвития России, Федеральное агентство по высокотехнологичной мед. помощи (Росмедтехнологий), ФГУ «Российский науч.-исслед. нейрохирургический ин-т им. А. Л. Поленова Росмедтехнологий», Санкт-Петербургская мед. акад. последипломного образования. — Санкт-Петербург: ФГУ «РНХИ им. А. Л. Поленова Росмедтехнологий», 2007. — 315, [2] с.: ил., цв. ил., табл.; 25 см; ISBN 978-5-900356-35-8

## Награды
В 1995 В. П. Берсневу было присвоено звание Заслуженный деятель науки Российской Федерации.
Указом Президента Российской Федерации от 15.06.1995 г. № 594 "О присвоении почетных званий Российской Федерации" Берсневу Валерию Павловичу - доктору медицинских наук, профессору, директору Российского научно-исследовательского нейрохирургического института имени профессора А.Л.Поленова, город Санкт-Петербург за заслуги в научной деятельности было присвоено почетное звание Заслуженный деятель науки Российской Федерации.

Владимир Владимирович Путин вручает нагрудный знак «Заслуженный деятель науки Российской Федерации» Берсневу Валерию Павловичу

Награду Берсневу Валерию Павловичу  вручил Владимир Владимирович Путин — первый заместитель председателя правительства Санкт-Петербурга (с 1995 название должности — первый заместитель мэра Санкт-Петербурга), председатель Комитета по внешним связям мэрии Санкт-Петербурга (1994—1996). Администрация Санкт-Петербурга. Санкт‑Петербург.
Указом Президента Российской Федерации от 24.03.2011 г. № 342 «О награждении государственными наградами Российской Федерации» медалью ордена «За заслуги перед Отечеством» II степени награжден Берснев Валерий Павлович - руководитель отделения федерального государственного учреждения "Российский научно-исследовательский нейрохирургический институт имени профессора А.Л.Поленова", город Санкт-Петербург. Награду вручает Валентина Ивановна Матвиенко. Смольный институт, Администрация Санкт-Петербурга.  

Валентина Ивановна Матвиенко вручает медаль ордена «За заслуги перед Отечеством» II степени Берсневу Валерию Павловичу в Актовом (Белом) зале Смольного института.

В. П. Берснев награжден орденом «Золотая звезда славы» (2008), орденом «За честь, доблесть, созидание, милосердие», орденом «За честь и доблесть» (2005), орденом «Георгия Победоносца II ст.» (2006), медалью ордена «За заслуги перед Отечеством» II степени (2011), награжден медалью Вернадского (2013), Европейским Орденом Николая Пирогова (2012), двумя медалями «Автору открытия», медалью «За служение отечественной медицине» (2000), медалью «За заслуги перед отечественным здравоохранением» (2002)